# Бюрюм (Фрисландія)
Бюрюм (нід. Burum) — село в нідерландській провінції Фрисландія. Входить до муніципалітету Північно-Східна Фрисландія.
Його площа становить 8,87км², а населення станом на 2021 рік складало 620 осіб.
Перша згадка про населений пункт датується 1408 роком.

## Галерея

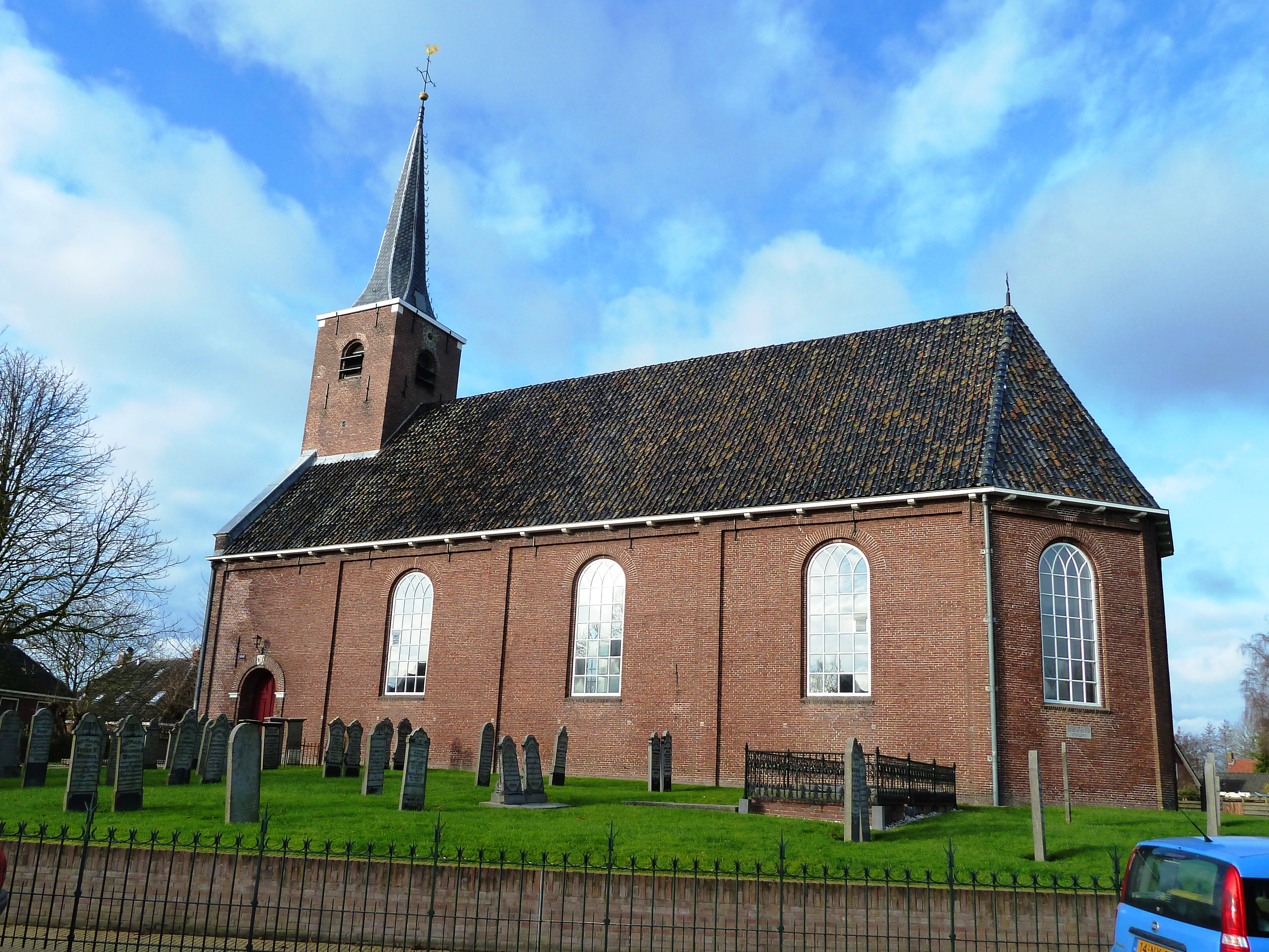
Церква у Бюрюмі
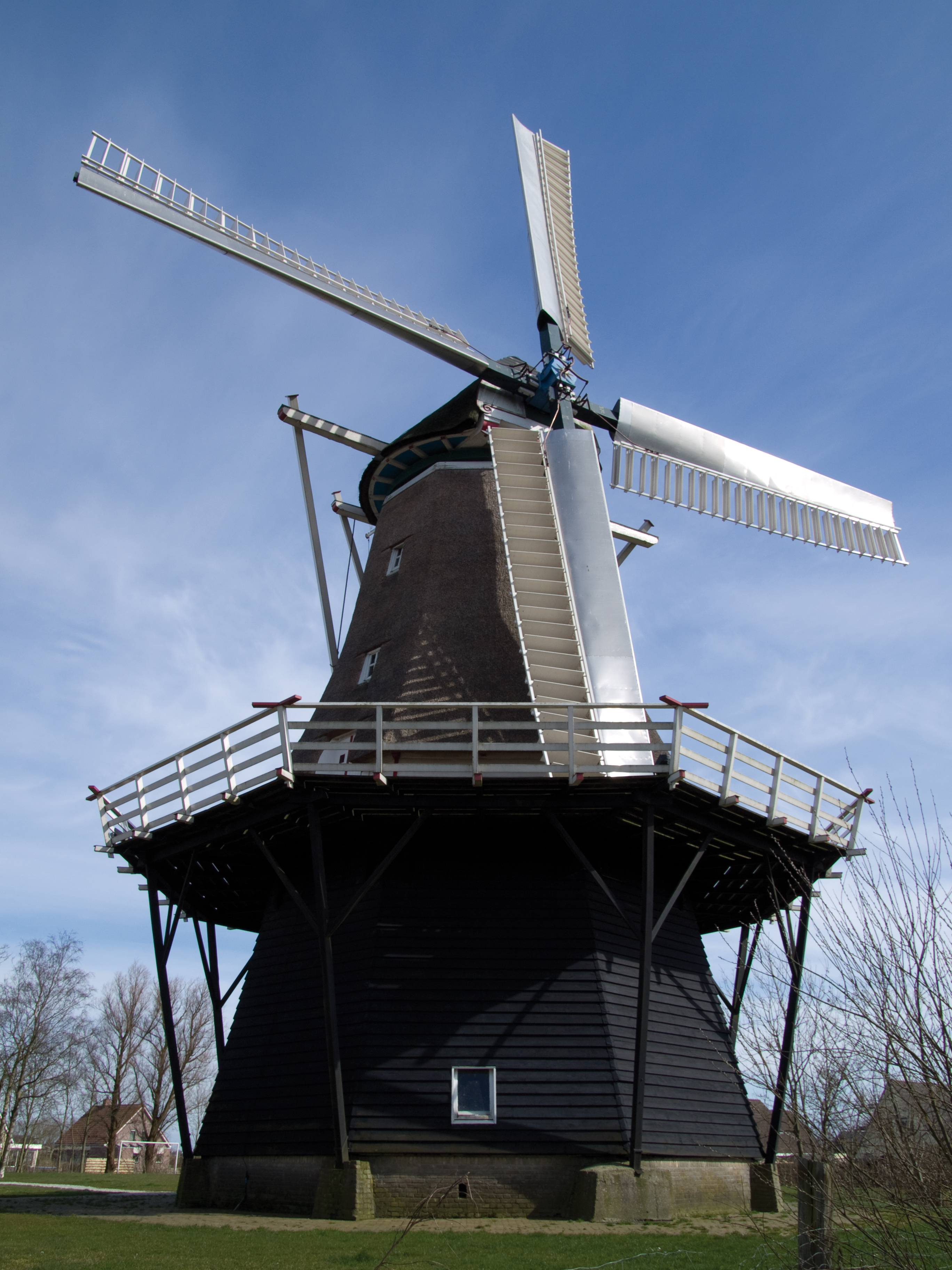
Вітряк Windlust
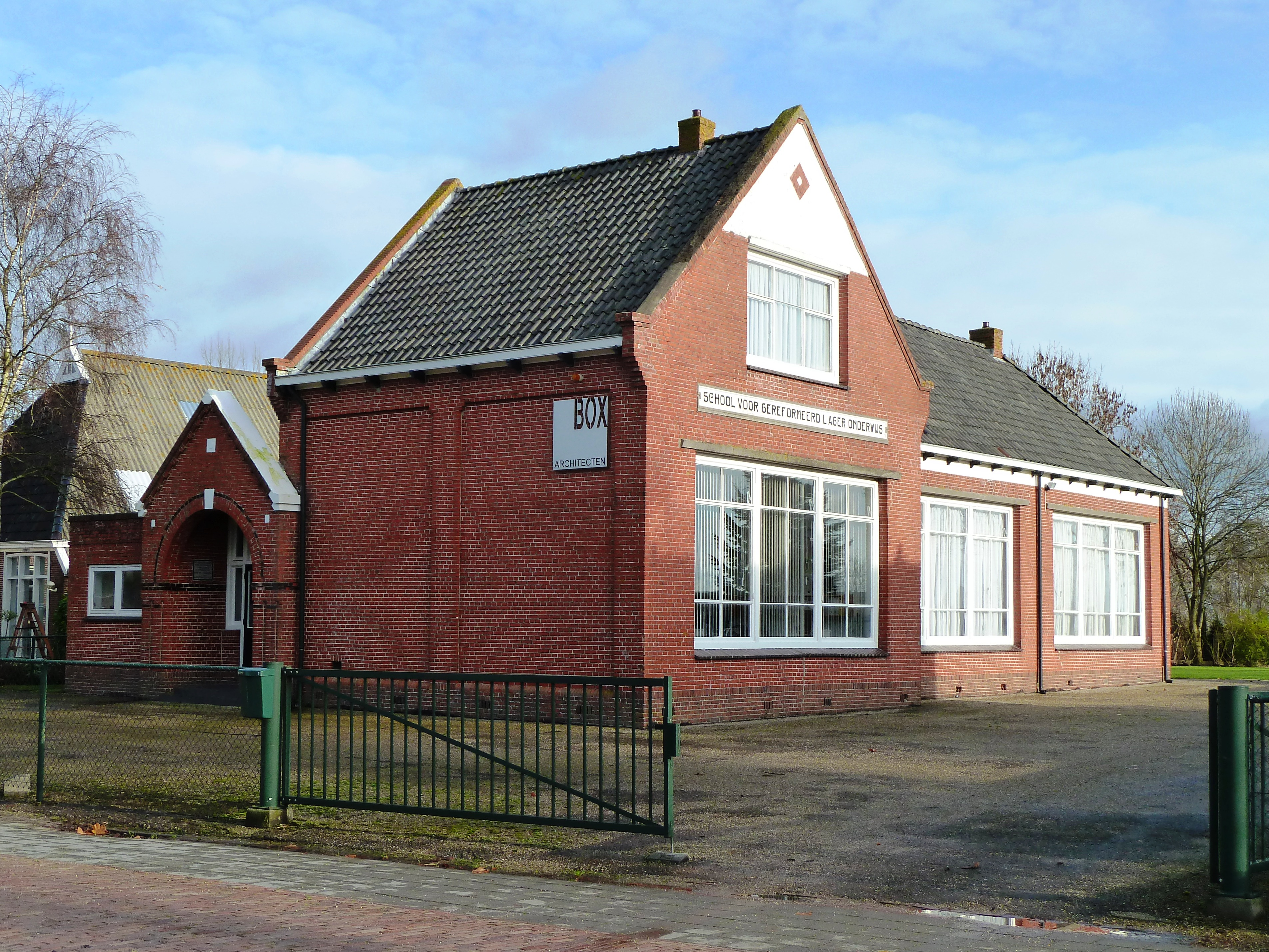
Школа у селі
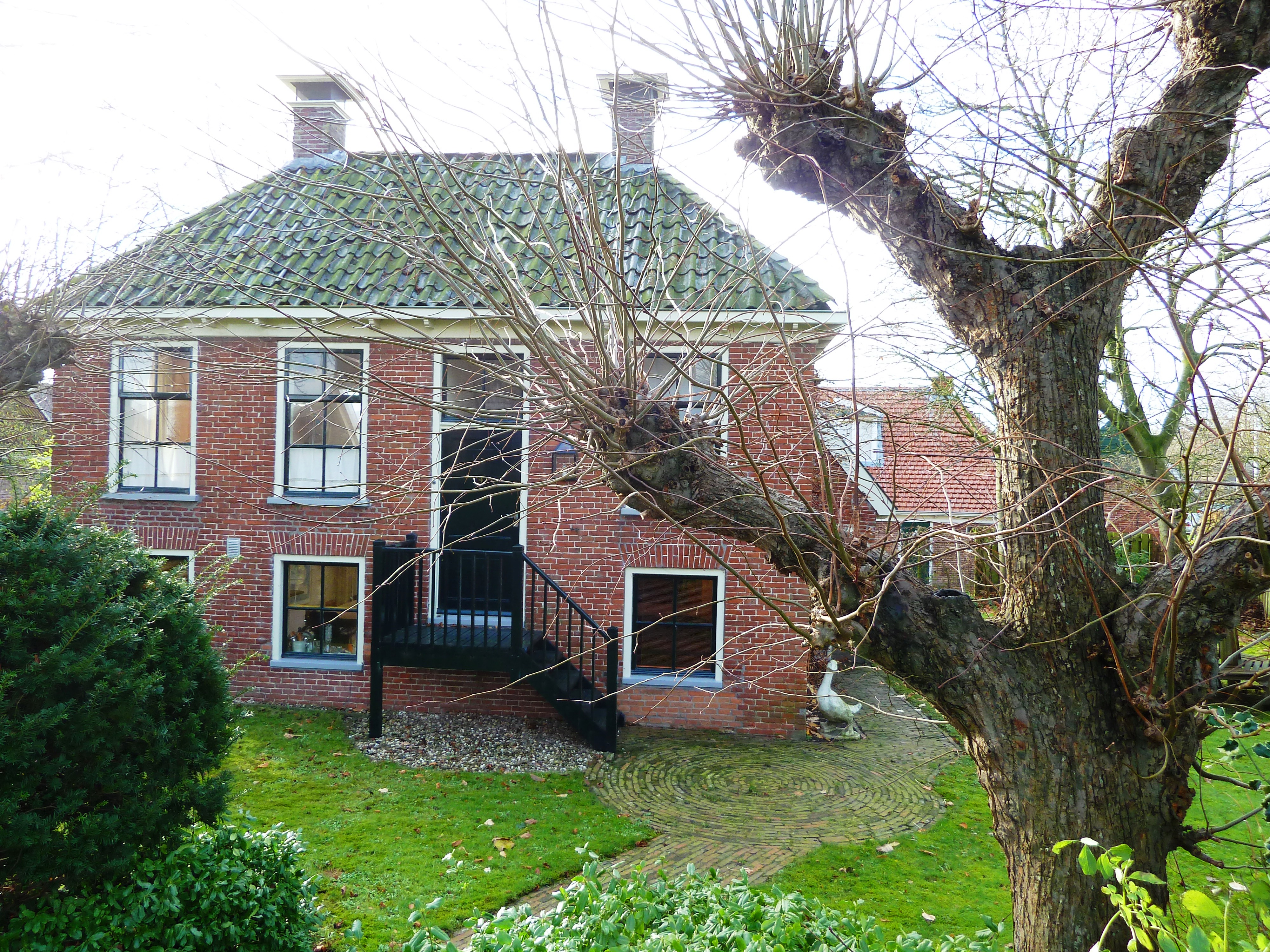
Ферма у Бюрюмі